# IAAF Golden League 2004
La IAAF Golden League 2004 è stata la VII edizione della IAAF Golden League, circuito internazionale di meeting di atletica leggera organizzato annualmente dalla IAAF dal 1998 al 2009, facente parte del circuito di meeting IAAF Grand Prix (dal 1998 al 2005) divenuto poi IAAF World Athletics Tour (dal 2006 al 2009).

## Calendario
| # | Meeting                     | Città      | Nazione  | Data         |
| - | --------------------------- | ---------- | -------- | ------------ |
| 1 | Bislett Games               | Oslo       | Norvegia | 11 giugno    |
| 2 | Golden Gala                 | Roma       | Italia   | 2 luglio     |
| 3 | Meeting Gaz de France       | Parigi     | Francia  | 23 luglio    |
| 4 | Herculis                    | Montecarlo | Monaco   | 19 luglio    |
| 5 | Weltklasse Zürich           | Zurigo     | Svizzera | 6 agosto     |
| 6 | Memorial Van Damme          | Bruxelles  | Belgio   | 3 settembre  |
| 7 | Internationales Stadionfest | Berlino    | Germania | 12 settembre |

## Vincitori del jackpot
| Anno | Vincitore                | Gara         | Premio   |
| ---- | ------------------------ | ------------ | -------- |
| 2004 | Christian Olsson         | Salto triplo | 500000 $ |
| 2004 | Tonique Williams-Darling | 400 m        | 500000 $ |